# Onthophagus sumatramontanus
Onthophagus sumatramontanus är en skalbaggsart som beskrevs av Teruo Ochi och Masahiro Kon 2008. Onthophagus sumatramontanus ingår i släktet Onthophagus och familjen bladhorningar. Inga underarter finns listade i Catalogue of Life.